# Kim tước chi

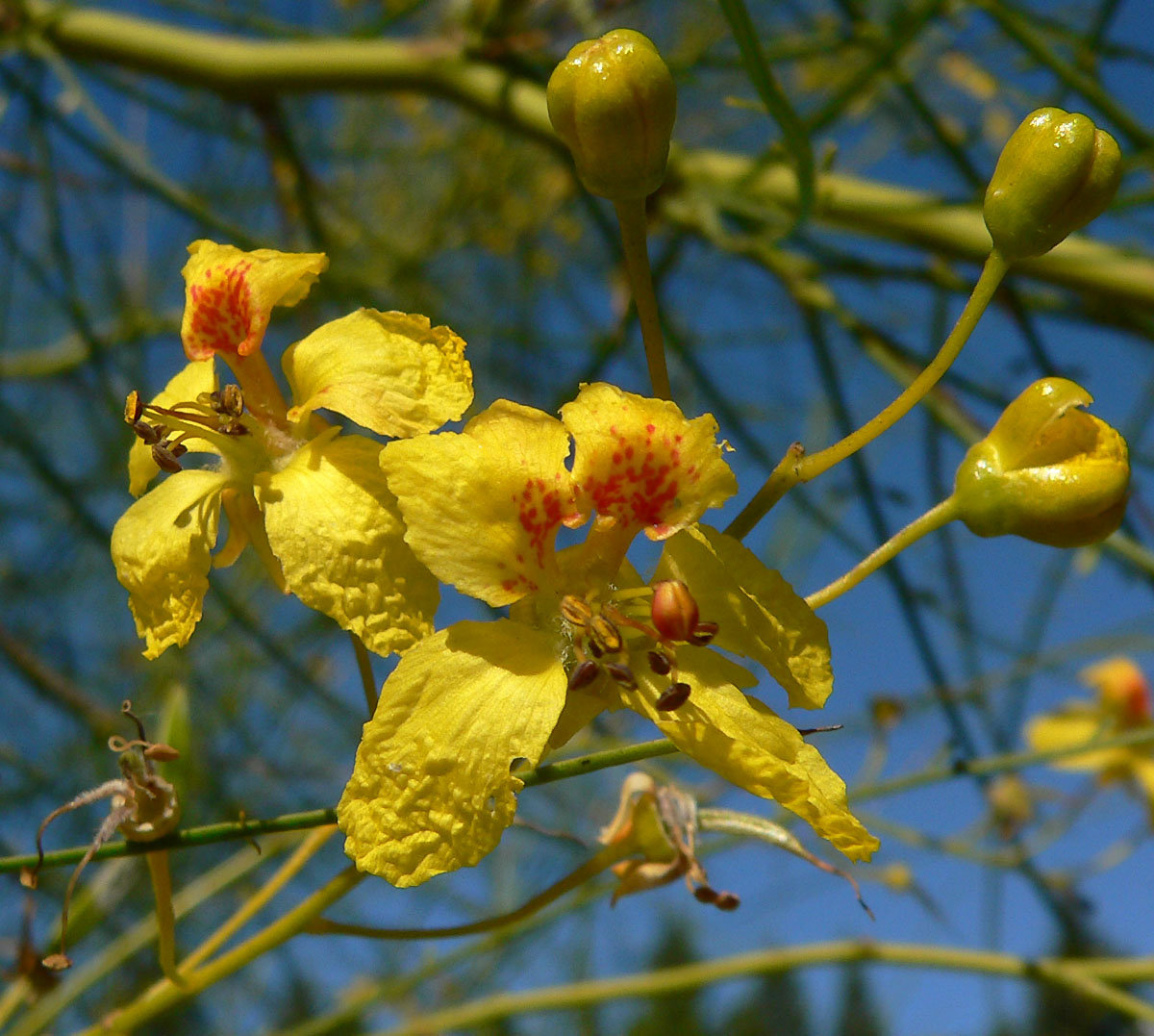
Hoa kim tước chi

Kim tước chi (danh pháp hai phần: Parkinsonia aculeata) là một loài thực vật có hoa trong họ Đậu. Loài này được L. miêu tả khoa học đầu tiên.

## Hình ảnh

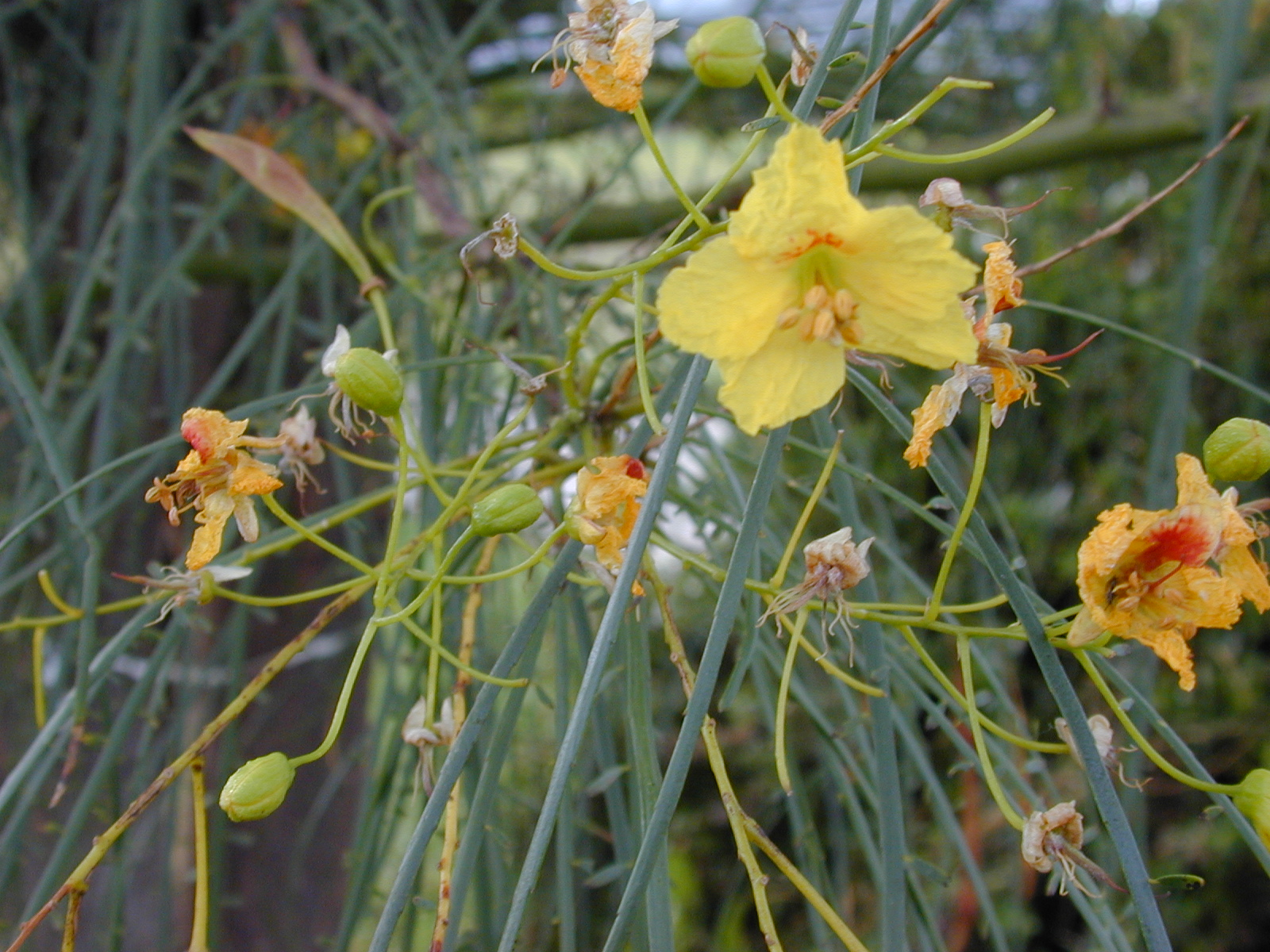
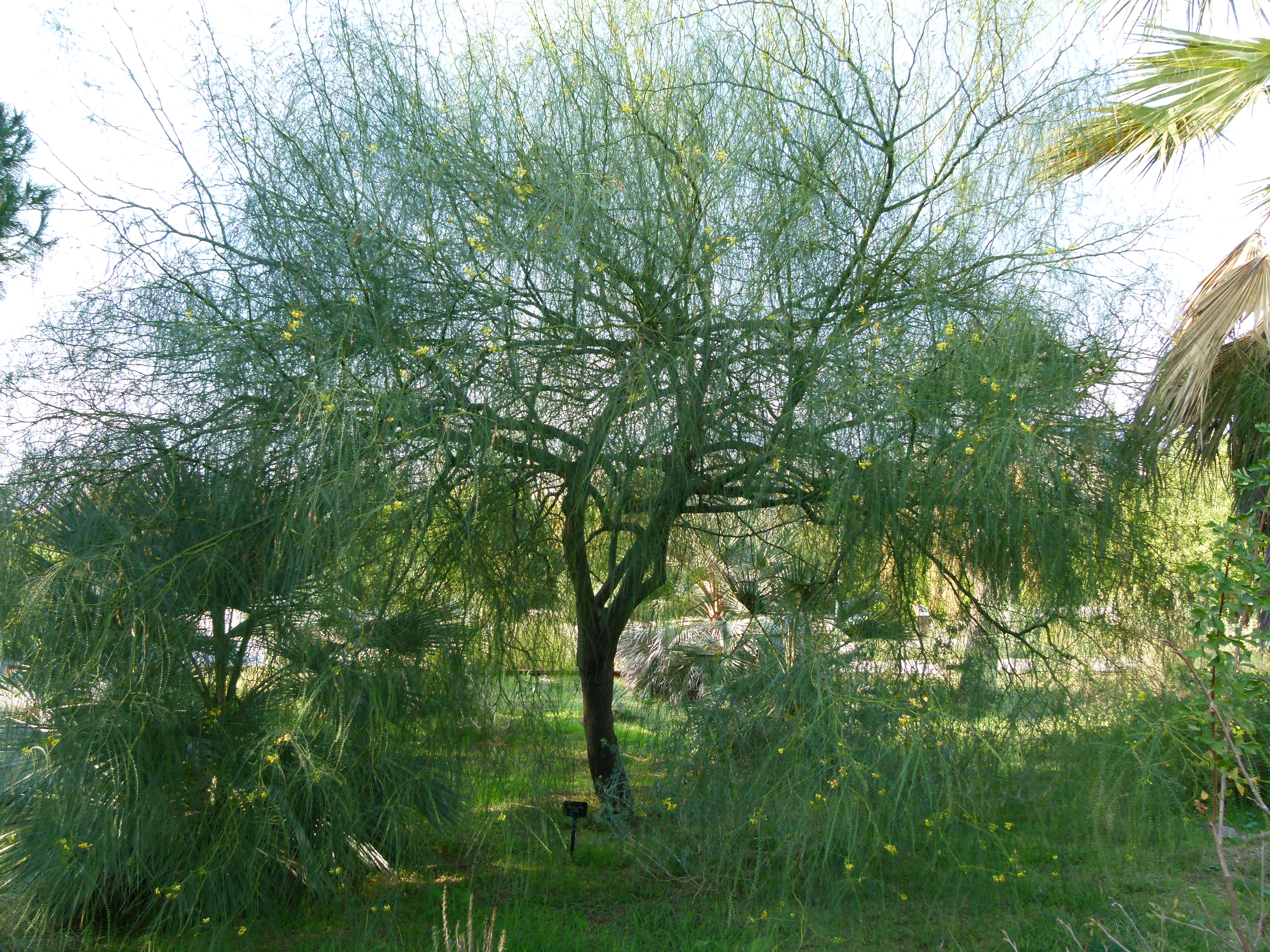
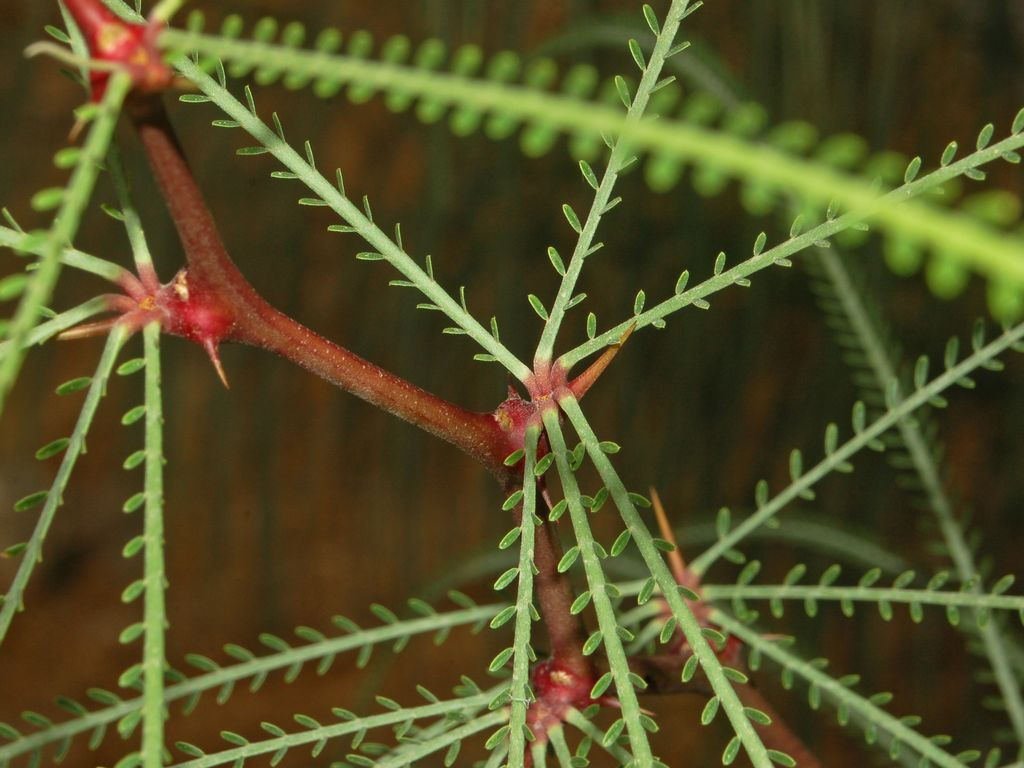
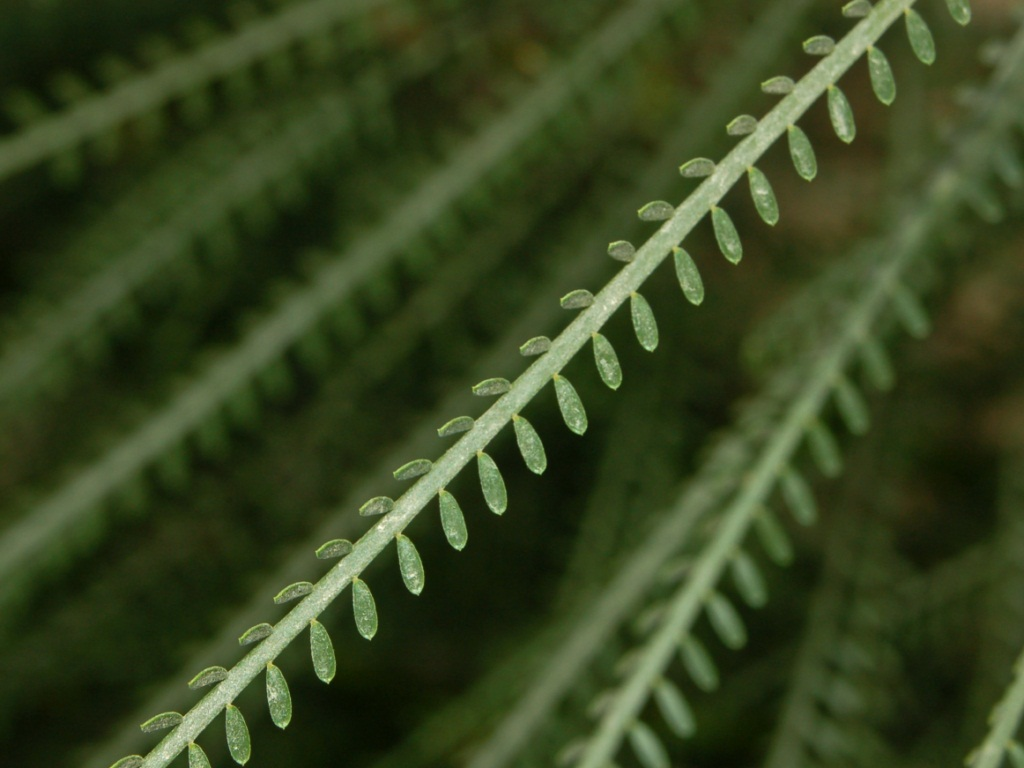